# 何國泉
何國泉（Ho Kwok Chuen，1977年2月20日—），生於香港，前香港足球運動員，司職守門員，持有亞洲足協C級足球教練牌照及亞洲足協守門員教練牌照，現為北區足球會的副總監。

## 球員生涯
何國泉生於香港，於1994年開始在快譯通擔任甲組後備，之後曾先後效力好易通、晨曦、南華、港會、公民等香港甲組足球聯賽球會，2008年夏天，何國泉加盟天水圍飛馬。2008年9月22日，何國泉以借用身份重投南華，至2010年夏天重返天水圍飛馬。2011年2月19日，何國泉代表天水圍飛馬在甲組聯賽迎戰四海流浪，對方的年輕門將曾文輝首次在甲組賽事上陣，在開龍門球時直接射入何國泉把守的球門。最後飛馬亦先贏後輸以2–3落敗。2011年夏天，何國泉加盟晨曦。2012年4月29日，足總盃8強晨曦對標準流浪，何國泉臨危受命在86分鐘上場客串踢中場，連同補時踢了約10分鐘，底線傳中及爭頂高空球也有板有眼。
2015年6月19日，東方於社交網站宣佈何國泉加盟。2015年10月21日，東方在菁英盃A組以1–1賽和傑志，年屆38兼有兩年未有在頂級賽事上陣的何國泉屢救險球，賽後更獲東方教練楊正光點名大讚：「若非他把關，我們可能已輸波。」2017年12月25日，隊友葉鴻輝於對冠忠南區的高級組銀牌四強因在禁區外撞跌單刀的蘇沙，被球證以紅牌驅逐離場，而何國泉後備入替，並協助東方力保不失，以1–0勝出。
2023年5月7日，46歲的何國泉繼2018年5月13日再次上陣，代表晉峰迎戰香港U23，打破港超最年長出場紀錄，更獲足總選為賽事最佳球員（POM）出戰，完場後宣布退役。

## 國際賽生涯
何國泉曾經多次入選香港青年軍及香港奧運隊，於2007年首次入選香港足球代表隊，何國泉在2007年10月21日於印尼中立場舉行的世界盃外圍賽以3–2勝東帝汶的比賽中，首次為香港隊上陣，於2010年在台灣高雄舉行的2010年東亞足球錦標賽，何國泉表現出色屢救險球，協助香港隊憑藉比較佳得失球壓倒北韓成功取得出線權。

## 教練生涯
2023–24年球季，何國泉獲委任成為北區足球會副總監兼龍門教練。

## 榮譽
東方龍獅
- 香港超級聯賽冠軍（2015–16季度）
- 香港高級組銀牌亞軍（2017–18季度）

個人
- 2010年東亞足球錦標賽預賽最佳守門員

## 外部連結
- 香港足球總會網頁球員註冊資料（页面存档备份，存于）